# Posadowo (powiat nowotomyski)
Posadowo – osada w Polsce położona w województwie wielkopolskim, w powiecie nowotomyskim, w gminie Lwówek.

## Historia
Wieś szlachecka Possadowo położona była w 1580 roku w powiecie poznańskim województwa poznańskiego.
Posadowo w XVI w. było własnością Rozbickich, a od XVII w. do II wojny światowej Łąckich.
W okresie Wielkiego Księstwa Poznańskiego (1815-1848) miejscowość wzmiankowana jako Posadowo należała do wsi większych w ówczesnym powiecie bukowskim, który dzielił się na cztery okręgi (bukowski, grodziski, lutomyślski oraz lwowkowski). Posadowo należało do okręgu lwowkowskiego i stanowiło część majątku Lwówek Zamek (niem. Neustadt), którego właścicielem był wówczas (1837) Antoni Łącki. W skład rozległego majątku Lwówek Zamek wchodziło łącznie 36 wsi. Według spisu urzędowego z 1837 roku Posadowo liczyło 417 mieszkańców i 30 domów (domostw).
W 1928 roku Stanisław Łącki został odznaczony Krzyżem Oficerskim Orderu Odrodzenia Polski.
W latach 1975–1998 miejscowość należała administracyjnie do województwa poznańskiego.
W miejscowości działało Państwowe Gospodarstwo Rolne – Stadnina Koni Posadowo. W 1994 po przekształceniu jako Stadnina Koni Skarbu Państwa Posadowo. Po kolejnym przekształceniu jako Stadnina Koni Posadowo Sp. z o.o., a następnie zlikwidowana.

## Pałac Łąckich
Pałac Łąckich w Posadowie został zbudowany w 1870 r. dla hr. Władysława Łąckiego przez Stanisława Hebanowskiego w stylu kostiumu francuskiego. Ostatnim właścicielem był hr. Janusz Tyszkiewicz-Łącki.
Koncepcja kostiumu francuskiego, będąca reakcją na antypolską politykę pruską, przypominała czasy chwały dawnej Polski z okresu jej bliskich związków z Francją, czego symbolem była postać króla Jana III Sobieskiego. Jego portret znalazł się w głównym wnętrzu pałacu, jakim była dwukondygnacyjna zbrojownia. Pałac obecnie pusty, niszczeje z powodu powybijanych okien oraz nieszczelnego dachu.
15 lutego 2017 roku doszło do pożaru prawdopodobnie z powodu zaprószenia ognia z kominka, wskutek czego zawalił się strop między parterem a pierwszym piętrem pałacu częściowo wykonano prace rozbiórkowe zniszczonego i nadpalonego stropu, ogień nie ogarnął elementów konstrukcyjnych – dachu i poszycia dachowego.

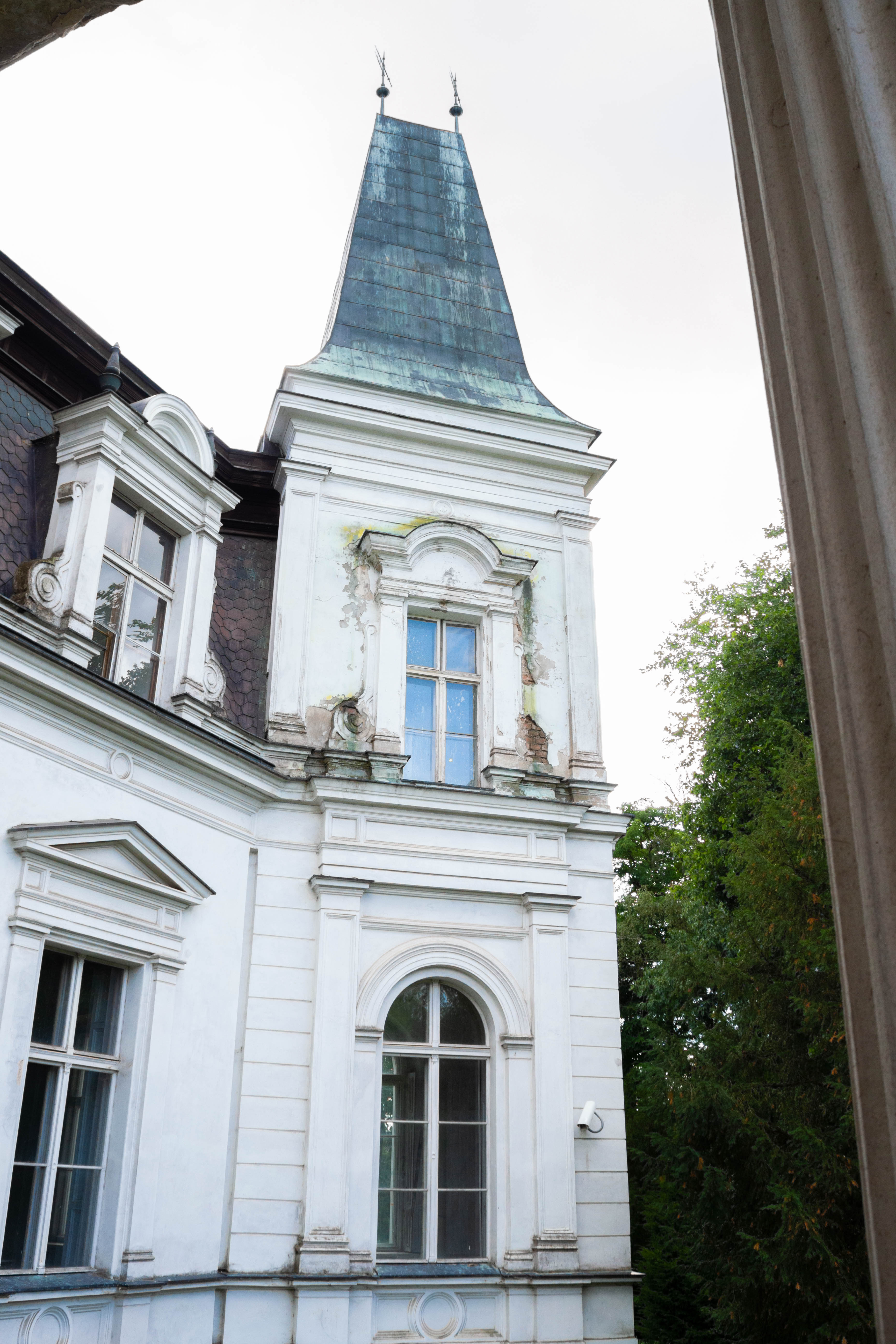
Pałac od drugiej strony.

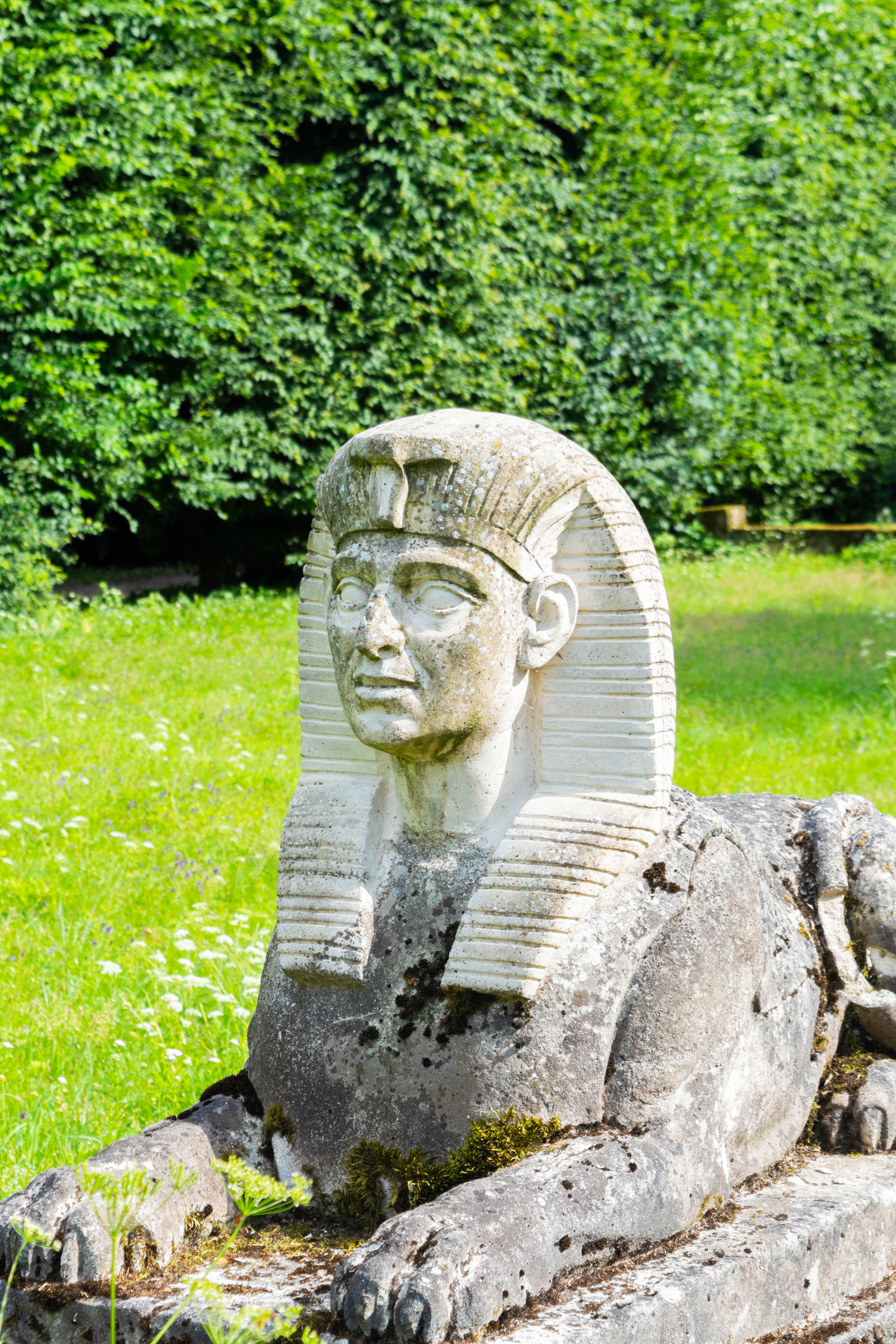
Pomnik Sfinksa w parku pałacowym.

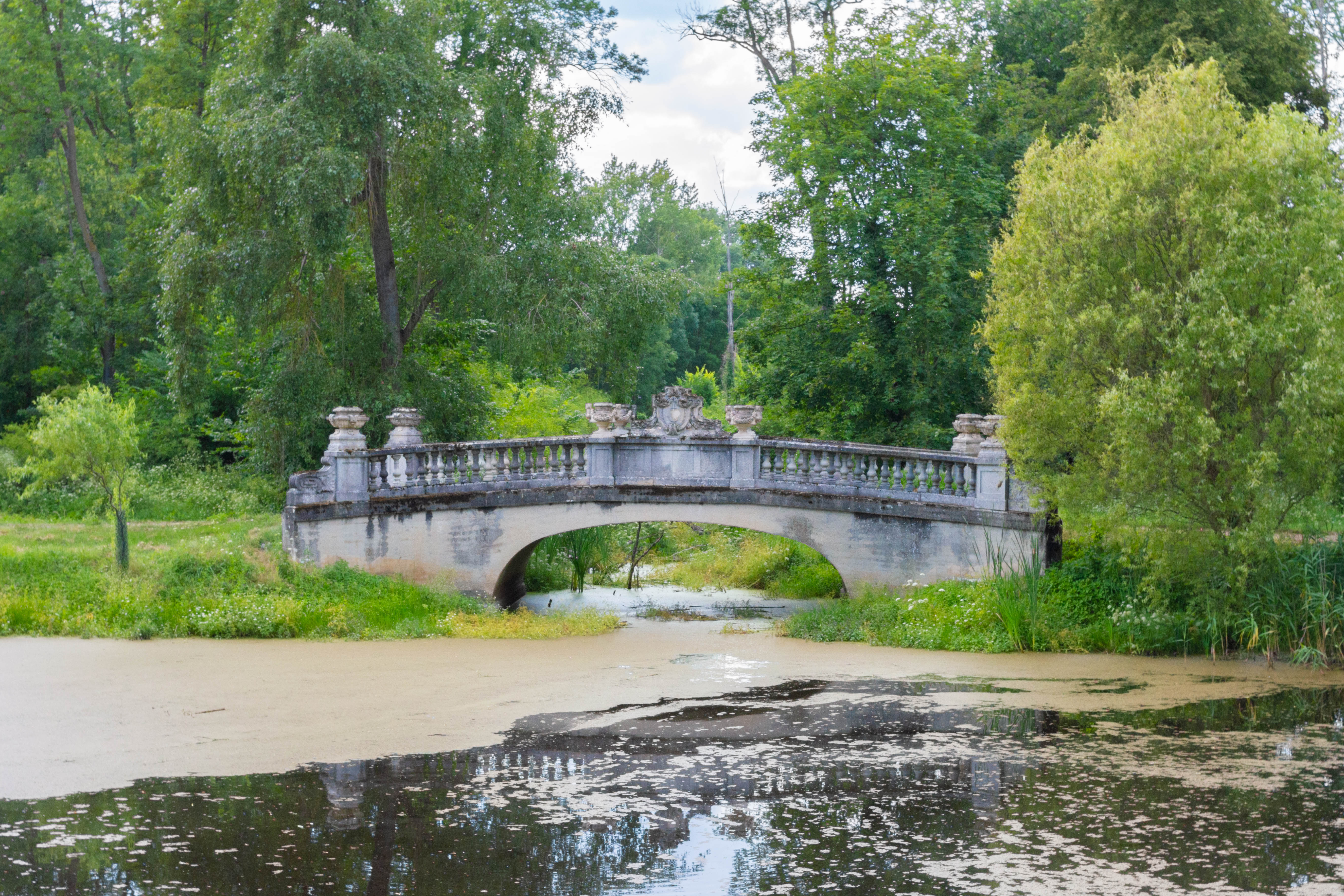
Most w parku z herbem Łąckich.